# Сестерциј
Сестерциј (лат. sestertius) је староримски сребрни новац. Почео се ковати око 210. п. н. е. упоредо са денаром. На аверсу је глава Роме и ознака вредности (2,5 аса), на реверсу су Диоскури. Маса сестерција је била 1,13 грама. Престао је да се кује око 207. п. н. е. Од 49. п. н. е. се поново кује, али врло кратко, до 44. п. н. е., али са другим изгледом и без ознаке номинале. Август је обновио његово ковање 23. п. н. е., али од бакра, масе 1 унце или око 27 g. Вредност му је била 4 аса а 100 сестерција чинило је у 1 ауреус. Као обрачунска вредност, сестерциј је употребљаван све до краја 3. века, чак и када је престао да се кује, а био је у употреби током већег дела трајања Римске републике (кован од сребра) и касније у западном делу Римског царства (кован од бронзе).
Био је израђен од метала и имао је неколико деноминација.
Сама вредност деноминације се везивала углавном за вредност самог метала од којег је била израђена:
- Aureus (од злата)
- Denarius (од сребра)
- Sestertius (сестерац; од бронзе)
- Dupondius (од бронзе)
- As (од бакра)[2]

Један временски период, тачније од (248.-231. ) за време владавине Трајана Деција кован је двоструки сестерциј, са главама цара и царице Хереније Етрускус. Итносио је 1/8 римске фунте и био тежак скоро 41 грам, па је услед своје тежине и величине сматран медаљоном.

## Значење скраћеница и симбола утиснутим на новцу
Римски новчићи често садрже дугачке записе у којима је садржано име императора као и неких од његових функција и задужења које је обављао. Ови записи су написани на латинским језиком, а многе речи су скраћиване, што може да доведе до погрешног тумачења. У почетку се обележавао знаком IIS, а после неког времена спајањем две црте као HS.
У латинским текстовима изразом уз sestertius главне бројеве означавају се новчане своте до 1000 сестерција, а изразом sestertium (генитивом многжине) своте од 1000 до 100.000 сестерција, односно коришћењем приложних бројева за веће своте.